# 愛氏二齒魨
愛氏二齒魨（学名：Diodon eydouxii），又名艾氏刺魨、刺龜、刺規、氣瓜仔，为二齒魨科刺魨屬下的一个种。為熱帶海水魚，分布於全球三大洋的熱帶海域，本魚背面與側邊藍色，有小的細長黑色斑點，鰭有斑點，深色的喉部條紋，腹面銀白色，體長可達27公分，棲息在大洋區，成群活動，以浮游生物為食，生活習性不明，可做為食用魚。

## 扩展阅读
維基物種上的相關：艾氏刺魨